# Coisa julgada
Coisa julgada (do latim: res iudicata) é a qualidade conferida à sentença judicial contra a qual não cabem mais recursos, tornando-a imutável e indiscutível. Sua origem remonta ao direito romano, onde era justificada principalmente por razões de ordem prática: pacificação social e certeza do final do processo. Atualmente tem por objetivos a segurança jurídica e impedir a perpetuação dos litígios. O instituto da coisa julgada está presente em praticamente todos os sistemas jurídicos ocidentais, principalmente aqueles que têm seus fundamentos no direito romano.

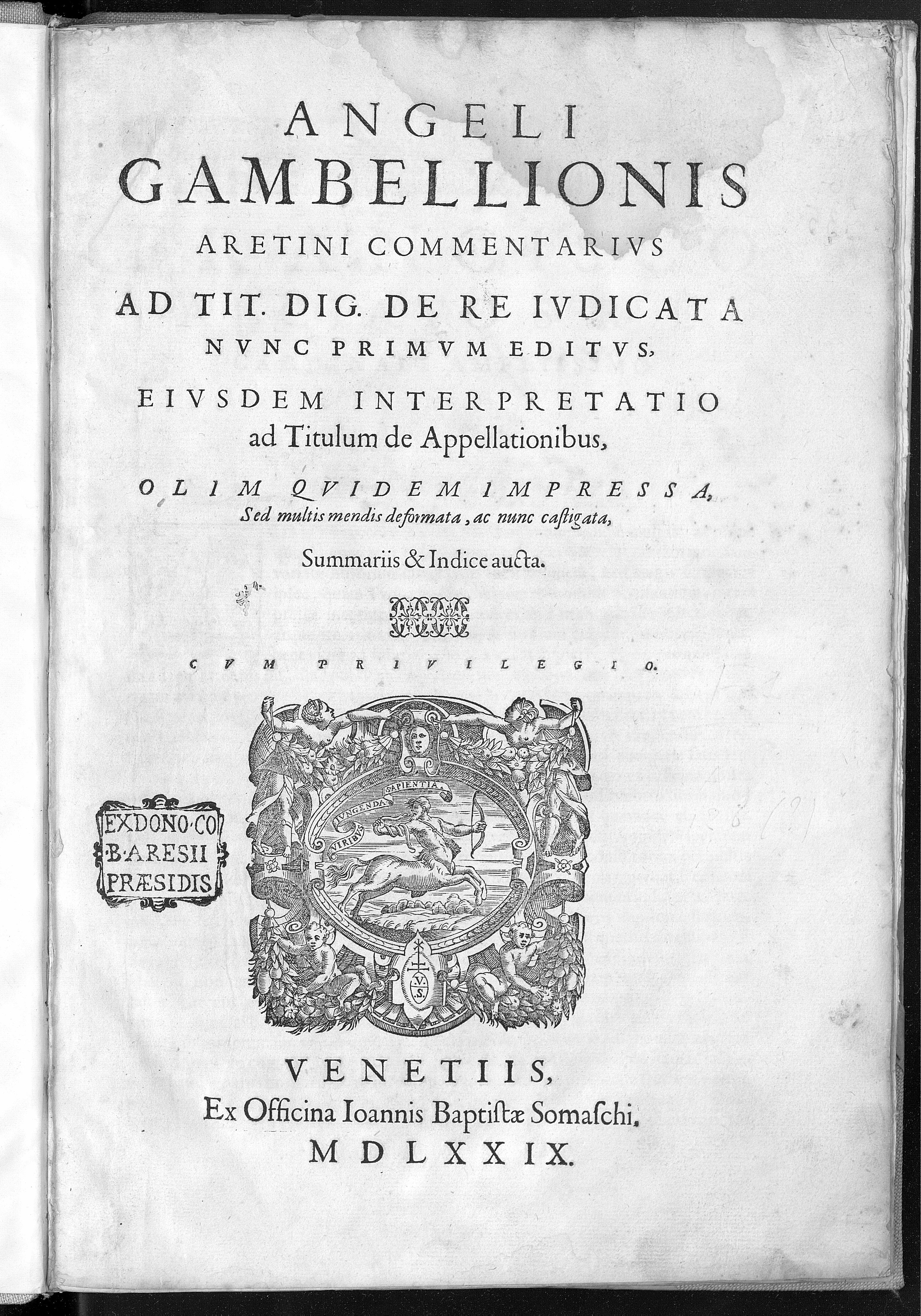
Angelo Gambiglioni, De re iudicata, 1579

## Coisa julgada no Processo Civil

### Coisa julgada formal
Coisa julgada formal é a impossibilidade de modificação da sentença no mesmo processo, como consequência da preclusão dos recursos. Depois de formada a coisa julgada, o juiz não pode mais modificar sua decisão, ainda que se convença de posição contrária a que tinha anteriormente adotado. Só tem eficácia dentro do processo em que surgiu e, por isso, não impede que o tema volte a ser agitado em nova relação processual. É o que se denomina princípio da inalterabilidade do julgamento dentro da disciplina de processo civil. Todas as sentenças fazem coisa julgada formal, mesmo que não tenham decidido a disputa existente entre as partes.
Por exemplo: “A” cobra indenização de “B”, mas o advogado de “A” não apresenta ao juiz procuração para representá-lo no processo. O juiz profere sentença extinguindo o processo “sem resolução do mérito”. “A” não recorre no prazo previsto pela lei e a sentença transita em julgado. A coisa julgada formal impede que o juiz modifique a sentença naquele mesmo processo, se descobrir que a procuração havia sido apresentada ou se o advogado vier a apresentá-la posteriormente. No entanto, providenciada a procuração, “A” pode iniciar um novo processo para cobrar indenização de “B”.

### Coisa julgada material
Coisa julgada material é a impossibilidade de modificação da sentença naquele mesmo processo ou em qualquer outro, posto que a matéria em análise cumpriu todos os trâmites procedimentais que permitem ao Judiciário decidir a questão em definitivo. Depois de formada a coisa julgada, nenhum juiz poderá concluir de forma diversa, por qualquer motivo. Em princípio, apenas as sentenças que tenham decidido a disputa existente entre as partes (mérito), fazem coisa julgada material. Estas sentenças não podem ser modificadas, nem se pode iniciar um novo processo com o mesmo objetivo, em virtude da necessidade de promover a segurança jurídica, para que não se possa discutir eternamente questões que já foram suficientemente analisadas.
Por exemplo, “A” cobra indenização de “B” por acidente de trânsito, mas no curso do processo não consegue apresentar qualquer prova de que “B” seja culpado. O juiz julga o pedido improcedente (nega a indenização pedida), “A” não recorre no prazo previsto pela lei e a sentença transita em julgado. Assim, tem-se a coisa julgada material.
Nesse caso, a coisa julgada material será derivada da sentença definitiva (ou de mérito), conforme previsto no Artigo 487, do novo Código de Processo Civil.
Em outras palavras, ocorre coisa julgada material quando a decisão judicial fixa-se no tempo e no espaço, não havendo mais a possibilidade de recorrer contra ela, tendo o magistrado apreciado o mérito do pedido. A coisa julgada material, não deverá ser objeto de nova apreciação do judiciário, enquanto a coisa julgada formal poderá sê-lo.

### Exceções à coisa julgada
A mais importante exceção (defesa) à coisa julgada no processo civil é a ação rescisória, que permite a modificação da sentença no prazo de dois anos após o trânsito em julgado, na hipótese de ocorrência de problemas graves que possam ter impedido uma decisão adequada, como a corrupção do juiz ou a ofensa à lei.
Os casos em que não fazem coisas julgadas, como as decisões judicias terminativas, quer dizer, não decidem o mérito da controvérsia. Nas ações penais em relação as sentenças condenatórias, não ocorre a coisa julgada, visto que a qualquer momento poderá a sentença ser revista. 
A coisa julgada também pode ser erga omnes, ou seja, contra todos, não apenas as partes envolvidas no processo, como nos casos das ações civis públicas que instrumentam interesses difusos (Lei 7.347/85, art. 16).
Também é tratada como exceção à coisa julgada a possibilidade de modificar sentenças que tratam de relações continuativas, como o pagamento de pensão alimentícia (artigo 505, inciso I, do Código de Processo Civil brasileiro). Se houver modificação na riqueza de quem paga ou na necessidade de quem recebe, é possível um novo processo para modificar a determinação da sentença original, modificando o valor da pensão, por exemplo. No entanto, embora tratada como exceção pela lei, a situação não é na verdade excepcional. De acordo com os limites objetivos da coisa julgada, é sempre possível um novo processo e uma nova decisão quando se alteram os fatos que fundamentam o pedido (causa de pedir), independente de se tratar de relação continuativa ou não.
Recentemente, criou-se no Brasil nova exceção à coisa julgada, possibilitando-se a modificação de sentenças sobre investigação de paternidade, em processos de época anterior à existência do exame de DNA. A exceção não foi criada através de lei, mas sim de entendimento do Superior Tribunal de Justiça (STJ) de que o exame de DNA constituiria “documento novo” para os fins de ação rescisória, nos termos do artigo 485, inciso VII, do Código de Processo Civil brasileiro.
Por fim, os erros materiais ou de cálculo existentes nas decisões também não são alcançados pela coisa julgada, podendo ser corrigido de ofício ou a requerimento da parte interessada, como, por exemplo, no caso de um equívoco quanto ao nome das partes ou omissão de um litisconsorte.
Segundo o professor Marcelo Novelino (rede LFG), Os instrumentos processuais cabíveis para o reconhecimento da coisa julgada inconstitucional seriam:
- I - alegação incidenter tantum em algum outro processo, inclusive em peças defensivas ou a propositura de nova demanda igual à primeira, desconsiderada a coisa julgada;
- II - ação declaratória de nulidade;
- III - ação rescisória (STF - AI 460.277/DF, rel. Min. Gilmar Mendes (19.09.2003);
- IV - embargos à execução para arguir a inexigibilidade do título executivo judicial (CPC, art. 741, paragrafo único) (STF - RE (AgR) 328.812/AM, Rel. Min. Gilmar Mendes)